# 陈伯达最后口述回忆
《陈伯达最后口述回忆》是陈伯达口述、陈伯达之子陈晓农编纂的陈伯达回忆反思著作，2005年出版，香港星克尔出版公司2011年再版。此前，2000年香港天地图书出版公司出版了陈伯达著、陈晓农编注的《陈伯达遗稿——狱中自述及其他》。

## 评论
- 自由亚洲电台舒心书评：“对于研究毛泽东以及中共的领导人，揭露文化大革命的黑幕，都具有史料、佐证的无可替代的价值。”[1]
- 余杰：“陈既是党内斗争的牺牲品，又配合毛泽东害人无数，但他晚年的自我反思相当有限，整本书中只有寥寥数语”。[2]